# Elecciones regionales de Tacna de 2006
Las elecciones regionales de Tacna de 2006 se llevaron a cabo el 19 de noviembre de 2006 para elegir al presidente regional, al vicepresidente regional y al Consejo Regional para el periodo 2007-2010. La elección se celebró simultáneamente con elecciones regionales y municipales (provinciales y distritales) en todo el Perú.

## Sistema electoral
El Gobierno Regional de Tacna es el órgano administrativo y de gobierno del departamento de Tacna. Está compuesto por el presidente regional, el vicepresidente regional y el Consejo Regional.
La votación del presidente, vicepresidente y consejo regional se realiza en base al sufragio universal, que comprende a todos los ciudadanos nacionales mayores de dieciocho años, empadronados y residentes en el departamento de Tacna y en pleno goce de sus derechos políticos.
El Consejo Regional de Tacna está compuesto por 7 consejeros elegidos por sufragio directo para un período de cuatro (4) años, en forma conjunta con la elección del presidente regional. La votación es por lista cerrada y bloqueada. Se asigna a la lista ganadora los escaños según el método d'Hondt o la mitad más uno, lo que más le favorezca.

## Composición del Consejo Regional de Tacna
La siguiente tabla muestra la composición del Consejo Regional de Tacna antes de las elecciones.
| Partidos | Partidos                | Consejeros |
| -------- | ----------------------- | ---------- |
|          | Partido Aprista Peruano | 5          |
|          | Alianza por Tacna       | 1          |
|          | Tacna Heroica           | 1          |

## Partidos y candidatos
A continuación se muestra una lista de los principales partidos y alianzas electorales que participaron en las elecciones:
| Candidatura | Candidatura | Partidos y alianzas                                                                        | Candidatos | Candidatos                  | Ideología                                                        | Resultado previo | Resultado previo | Ref. |
| Candidatura | Candidatura | Partidos y alianzas                                                                        | Candidatos | Candidatos                  | Ideología                                                        | Votos (%)        | Con.             | Ref. |
| ----------- | ----------- | ------------------------------------------------------------------------------------------ | ---------- | --------------------------- | ---------------------------------------------------------------- | ---------------- | ---------------- | ---- |
|             | APRA        | Lista - Partido Aprista Peruano (APRA)                                                     |            | Jorge Cornejo Chacón        | Aprismo                                                          | 29.14%           | 5                |      |
|             | AxT         | Lista - Alianza por Tacna (AxT)                                                            |            | Hugo Ordóñez Salazar        | Regionalismo tacneño                                             | 25.98%           | 1                |      |
|             | UN          | Lista - Unidad Nacional (UN) – Partido Popular Cristiano (PPC) – Solidaridad Nacional (SN) |            | César Cataño Porras         | Democracia cristiana Conservadurismo Neoliberalismo              | 7.04%            | 0                |      |
|             | RA          | Lista - Renacimiento Andino (RA)                                                           |            | Fernando Martorell Sobero   | Indigenismo Plurinacionalismo Socialdemocracia                   | Nuevo            | Nuevo            |      |
|             | RP          | Lista - Resurgimiento Peruano (RP)                                                         |            | Carlos Carpio Mamani        | Conservadurismo                                                  | Nuevo            | Nuevo            |      |
|             | PA          | Lista - Perú Ahora (PA)                                                                    |            | Ricardo de Spirito Balbuena | Reformismo                                                       | Nuevo            | Nuevo            |      |
|             | RN          | Lista - Restauración Nacional (RN)                                                         |            | Abel Bolaños Herencia       | Liberalismo económico Conservadurismo social Humanismo cristiano | Nuevo            | Nuevo            |      |
|             | PNP         | Lista - Partido Nacionalista Peruano (PNP)                                                 |            | Luz Mercado Pérez           | Socialismo democrático Nacionalismo de izquierda                 | Nuevo            | Nuevo            |      |
|             | CT          | Lista - Contigo Tacna (CT)                                                                 |            | Dayan Jiménez Salas         | Regionalismo tacneño                                             | Nuevo            | Nuevo            |      |

## Resultados

### Sumario general
|                        |                                    |              |              |              |            |            |  |  |
| Partidos y coaliciones | Partidos y coaliciones             | Voto popular | Voto popular | Voto popular | Consejeros | Consejeros |  |  |
| Partidos y coaliciones | Partidos y coaliciones             | Votos        | %            | ±pp          | Total      | +/−        |  |  |
|                        | Alianza por Tacna (AxT)            | 48,416       | 32.75        | +6.77        | 5          | +4         |  |  |
|                        | Renacimiento Andino (RA)           | 29,114       | 19.69        | Nuevo        | 1          | +1         |  |  |
|                        | Partido Aprista Peruano (APRA)     | 17,212       | 11.64        | –17.50       | 1          | –4         |  |  |
|                        | Partido Nacionalista Peruano (PNP) | 16,456       | 11.13        | Nuevo        | 0          | ±0         |  |  |
|                        | Restauración Nacional (RN)         | 10,887       | 7.36         | Nuevo        | 0          | ±0         |  |  |
|                        | Perú Ahora (PA)                    | 8,365        | 5.66         | Nuevo        | 0          | ±0         |  |  |
|                        | Contigo Tacna (CT)                 | 8,255        | 5.58         | Nuevo        | 0          | ±0         |  |  |
|                        | Resurgimiento Peruano (RP)         | 6,986        | 4.73         | Nuevo        | 0          | ±0         |  |  |
|                        | Unidad Nacional (UN)               | 2,149        | 1.45         | –5.59        | 0          | ±0         |  |  |
|                        |                                    |              |              |              |            |            |  |  |
| Total                  | Total                              | 147,840      |              |              | 7          | ±0         |  |  |
|                        |                                    |              |              |              |            |            |  |  |
| Votos válidos          | Votos válidos                      | 147,840      | 90.97        | –0.07        |            |            |  |  |
| Votos en blanco        | Votos en blanco                    | 5,053        | 3.11         | –0.03        |            |            |  |  |
| Votos nulos            | Votos nulos                        | 9,631        | 5.93         | +0.11        |            |            |  |  |
| Votos emitidos         | Votos emitidos                     | 162,524      | 91.24        | +0.94        |            |            |  |  |
| Abstenciones           | Abstenciones                       | 15,595       | 8.76         | –0.94        |            |            |  |  |
| Votantes registrados   | Votantes registrados               | 178,119      |              |              |            |            |  |  |
|                        |                                    |              |              |              |            |            |  |  |
| Fuente:                |                                    |              |              |              |            |            |  |  |

### Autoridades electas
| Cargo                            | Autoridad electa | Autoridad electa               | Partido político | Partido político        |
| -------------------------------- | ---------------- | ------------------------------ | ---------------- | ----------------------- |
| Presidente Regional de Tacna     |                  | Hugo Ordóñez Salazar           |                  | Alianza por Tacna       |
| Vicepresidente Regional de Tacna |                  | Pedro Liendo Morales           |                  | Alianza por Tacna       |
| Consejera Regional de Tacna      |                  | Ruby Rospigliosi de Chenguayen |                  | Alianza por Tacna       |
| Consejero Regional de Tacna      |                  | Robert Peralta Reynoso         |                  | Alianza por Tacna       |
| Consejera Regional de Tacna      |                  | Magda Loza Vargas              |                  | Alianza por Tacna       |
| Consejero Regional de Tacna      |                  | Lino Téllez Maita              |                  | Alianza por Tacna       |
| Consejero Regional de Tacna      |                  | Juan Vargas Gómez              |                  | Alianza por Tacna       |
| Consejera Regional de Tacna      |                  | Florencia Villalobos Sagredo   |                  | Renacimiento Andino     |
| Consejero Regional de Tacna      |                  | Carlos Villar Agurto           |                  | Partido Aprista Peruano |